# 鼠族
《鼠族》（德語：Maus）是美国漫画家阿特·斯皮格曼的图画小说，于1980至1991年连载。斯皮格曼的父亲是波兰犹太人，也是纳粹大屠杀的幸存者，小说情节就以作者采访父亲的视角展开。作品采用后现代主义风格创作，用老鼠代表犹太人，猫代表德国人，猪代表波兰人。评论家认为《鼠族》可归入多种体裁，如回忆录、传记、历史、虚构作品、自传或混合体裁。1992年，《鼠族》成为历史上首部获普利策奖的图画小说。
情节从1978年的纽约开始，斯皮格曼聆听父亲弗拉德克谈论纳粹大屠杀期间的经历，为准备创作的《鼠族》收集素材。接下来书中根据这些经历从第二次世界大战前几年开始叙述，直至作者的父母从纳粹集中营解放。大部分情节围绕斯皮格曼和父亲之间的紧张关系展开，同时着重描绘20岁那年母亲自尽对作者的影响，弗拉德克悲痛欲绝并毁掉亡妻留下的奥斯威辛集中营回忆录。全书采用极简主义绘画风格，在节奏、结构和页面布局上颇有新意。
斯皮格曼曾于1972年创作仅有三页的同名连环漫画，他以此为契机了解父亲的二战经历，采访纪录成为1978年开始创作图画小说的基础。斯皮格曼的夫人弗朗索瓦·穆利也在《鼠族》中亮相，两人共同创办前卫漫画和图画杂志《原生》，小说从1980年开始以插页形式连载，直至1991年完成。1986年，作品前六章发行合集，引起主流市场关注，剩下的章节通过第二本合集于完成连载同年面世。此外，《鼠族》还是英语世界第一部获得高度学术关注的图画小说。

## 情节概要
全书大部分内容在两条主线间来回穿插。框架故事发生在1978至1979年，是小说中的“现在”，斯皮格曼在纽约雷哥公园街区采访父亲弗拉德克（Vladek）。另一条主线根据弗拉德克的讲述展开，是故事中的“过去”，从20世纪30年代中期开始，一直持续到1945年犹太人大屠杀结束。
1958年，童年时期的阿特·斯皮格曼在雷哥公园生活，他在同朋友一起滑冰时摔伤，但朋友们无动于衷继续玩耍。回到家后，父亲问他为何一副臭脸，阿特说起刚才的经历，朋友们扔下他不管。弗拉德克用蹩脚的英语告诉儿子：“朋友？你朋友？把他们在同一间没有粮食的屋子里关上一礼拜，你就知道他们都是些什么东西，还朋友！”
弗拉德克与阿特关系疏远，1968年夫人安雅（Anja）自杀后，他续弦迎娶玛拉（Mala）。前来探视的阿特想要了解父亲在犹太人大屠杀期间的经历，弗拉德克从他还在波兰琴斯托霍瓦生活时说起，他是如何在1937年与出身豪门的安雅结为连理后移居索斯诺维茨办工厂。弗拉德克求恳儿子不要把这些内容写进书里，阿特勉强同意。安雅生下长子里休后患上产后抑郁症，夫妻二人前往纳粹占领的捷克斯洛伐克并住进疗养院。两人回国后，波兰政治局势日趋紧张，反犹太主义氛围愈演愈烈。弗拉德克在德国入侵前夕应征入伍，在前线被俘后被迫作为战俘工作。获释时，德国已经吞并索斯诺维茨，他被送过纳粹保护国边境后释放，但又偷偷穿过边境与家人团聚。

《鼠族》收录阿特·斯皮格曼1973年的早期表现主义连环漫画《地狱行星的囚徒》，重现作者母亲自杀的情景

一次，阿特回家看望父亲期间发现玛拉有一本朋友送的地下漫画杂志，上面有阿特创作的内容，弗拉德克发现后在杂志上看到儿子创作的连环漫画《地狱行星的囚徒》（Prisoner on the Hell Planet）。漫画讲述阿特离开精神病院三个月后又因安雅自杀导致精神受到重创，结尾是他站在铁窗后面大喊“妈妈！你‘谋杀’了我！把我丢在这里承受敲打！”虽然漫画带来痛苦的回忆，但弗拉德克依然认为，儿子用这种方式处理伤痛已是最理想的结果。
1943年，纳粹命令索斯诺维茨隔都的犹太人前往斯诺都拉（Srodula），然后又把他们赶回索斯诺维茨劳作。为保安全，夫妻俩把长子送到扎维尔切与姨妈生活。德国人把各隔都越来越多的犹太人送进奥斯威辛集中营，姨妈不愿面对盖世太保，把里休和自己的孩子毒死后服毒自尽。许多犹太人在斯诺都拉修建掩体，躲避纳粹追捕，但弗拉德克夫妇因掩体暴露被送进“隔都中的隔都”，四周被有刺铁丝网包围，他和安雅家族仅有的财产被席卷一空。斯诺都拉绝大多数犹太人都被抓走，仅有弗拉德克帮助藏进另一个掩体的数人幸免，他们在纳粹转移后分头离开隔都。
弗拉德克和安雅在索斯诺维茨四处躲藏，偶尔与其他躲起来的犹太人联系。弗拉德克伪装成波兰人在外寻找食物，夫妻二人与走私贩子取得联系，准备逃到匈牙利，但没想到这实际是盖世太保的圈套，匈牙利此时也遭德军入侵，两人在火车上被捕后送到奥斯威辛集中营，夫妻被迫分离直到战争结束。
弗拉德克曾告诉阿特，安雅把她在大屠杀期间的经历写进日记，希望儿子看到，这也是了解她进入集中营并与丈夫分离后经历的唯一途径。但在阿特索要日记时，父亲痛苦地承认他在夫人自杀后太过伤心，以致烧掉日记。阿特极为愤怒，直呼父亲是“杀人犯”。
接下来的情节跳转到1986年，此时《鼠族》前六章已集结成书出版并引来大量关注，阿特对此猝不及防，思路卡住，创作难以维系。他与捷克裔犹太人大屠杀幸存者、心理医生保罗·帕维尔（Paul Pavel）谈到《鼠族》，帕维尔的意见是，无数死在集中营的人都没有机会讲述他们的故事，所以“或许最好是别再讲下去”。阿特引用萨缪尔·贝克特的话回答：“每个字都像是对沉默和虚无不必要的玷污”，但他就在此时意识到，自己已经把故事表述出来。
弗拉德克讲述他在集中营的艰苦经历，忍受饥饿和虐待，以及他是如何机智地避免被纳粹选中参加更多劳动或处死，夫妻二人偶尔还会冒着风险交流。随着战事进展，德国人被迫撤退，奥斯威辛的犹太人被转运到格罗斯-罗森集中营，后又送到达豪集中营，生存越来越艰难，弗拉德克还染上斑疹伤寒。
战争结束后，集中营的幸存者重获自由，弗拉德克和安雅终于团聚。小说最后，讲完故事的弗拉德克上床睡觉并对阿特说：“我讲得累了，里休，今天就这些吧。”最终一幅图画是弗拉德克和安雅的墓碑——弗拉德克于1982年谢世，此时《鼠族》尚未完成。

## 主要角色
阿特·斯皮格曼
阿特是生于1948年的漫画家、知识分子。小说中的阿特经常发怒，充满自怜自伤之情。为应对源于自身及父母的创伤，他向心理医生求助，《鼠族》完成后也是如此。他眼中的父亲为人强势，两人关系紧张。起初他对父亲遭受的苦难无动于衷，但情绪在故事逐渐展开后缓解。
弗拉德克·斯皮格曼
弗拉德克生于1906年，1982年去世，是大屠杀的波兰犹太人幸存者，于20世纪50年代初移居美国。小说中的弗拉德克英语程度不甚好，为人吝啬且有肛门滞留人格，以自我为中心，神经兮兮且有强迫症状，思想焦虑而固执，这些特点可能是他从集中营幸免的重要原因，但也令家人不厌其烦。他还表现出种族主义立场，弗朗索瓦让非裔美国人搭便车时，他就担心会被抢劫。弗拉德克在大屠杀期间对种族主义言论非常敏锐，但对自己的同类言论毫无自觉。
玛拉·斯皮格曼
玛拉生于1917年，2007年辞世，是弗拉德克第二任妻子，也是大屠杀幸存者。弗拉德克让她觉得自己永远都不可能做得像安雅一样好。小说创作期间她与阿特有大量交流，但阿特始终没有对继母在大屠杀期间的经历表现出任何兴趣。
安雅·斯皮格曼
安雅于1912年出生，1968年自杀身亡，也是大屠杀的波兰犹太人幸存者，还是阿特的母亲，弗拉德克的原配夫人。她很容易紧张，为人顺从而执着，生下长子后首度精神崩溃。阿特的父亲不希望儿子成长期间知道父母在大屠杀中的经历，但安雅有时还是会向阿特诉说。1968年5月，她在浴缸割腕自尽，没有留下遗书。
弗朗索瓦·穆利
弗朗索瓦·穆利（Françoise Mouly）生于1955年，是阿特的妻子。穆利是法国人，后为取悦弗拉德克转信犹太教。阿特一度拿不定主意是用老鼠还是用代表法国人的青蛙指代穆利，最终选择老鼠。

## 背景
阿特·斯皮格曼于1948年2月15日生于瑞典，父亲弗拉德克·斯皮格曼和母亲安雅·斯皮格曼都是大屠杀波兰犹太人幸存者。斯皮格曼夫妇的长子里休在阿特出生四年前被姨妈毒死，以免落入纳粹之手。阿特与双亲于1951年移民美国，安雅偶尔会告诉儿子她在集中营的经历，但弗拉德克不希望儿子成年前知道这些。
阿特很早就表现出对漫画的浓厚兴趣，16岁便开始职业创作。1968年，他因精神崩溃进入宾厄姆顿州立精神病医院治疗一个月，出院后不久便传来母亲自杀的消息。弗拉德克对儿子参与嬉皮士亚文化不满，据阿特本人表示，他买下德国产的大众汽车后，两人本已十分紧张的关系进一步恶化到“无法恢复”。与其同时，阿特通过爱好者杂志了解法朗士·麦绥莱勒等人及其创作的无字小说，杂志提议用漫画形式创作伟大美国小说，令他深受启发。

1972年的《鼠族》连环漫画

斯皮格曼既是漫画家，也是杂志编辑，在20世纪70年代地下漫画运动中地位举足轻重。1972年，贾斯汀·格林（Justin Green）的半自传漫画图书《宾基·布朗遇上圣母玛利亚》（Binky Brown Meets the Holy Virgin Mary）问世，促使其他地下漫画家创作更加私人、更具启发的作品。格林是《搞笑畜牲》（Funny Aminals）的主编，他于同年邀请斯皮格曼为杂志创作三页规格连环漫画。斯皮格曼决定以种族主义为主题，起初考虑聚焦非裔美国人，用猫代表三K党徒，四处围捕代表非裔美国人的老鼠，但后来决定取材大屠杀，代表纳粹的猫追杀代表犹太人的老鼠，连环画取名《鼠族》，情节由“米老鼠”讲述。斯皮格曼曾听闻父亲在集中营的经历，这一定程度上成为他创作的基础。看到斯皮格曼完成的连环画，父亲告诉他更多当年的经历，引起儿子的浓厚兴趣。斯皮格曼录下四天的采访录音，为之后的长篇《鼠族》打基础。接下来他开始大量调查研究，查阅生存者记叙，与从大屠杀幸存的亲友及其家人交流。他收集战后发行的一系列波兰宣传册，其中详细介绍各地犹太人的遭遇，从中获取索斯诺维茨的详尽资料。

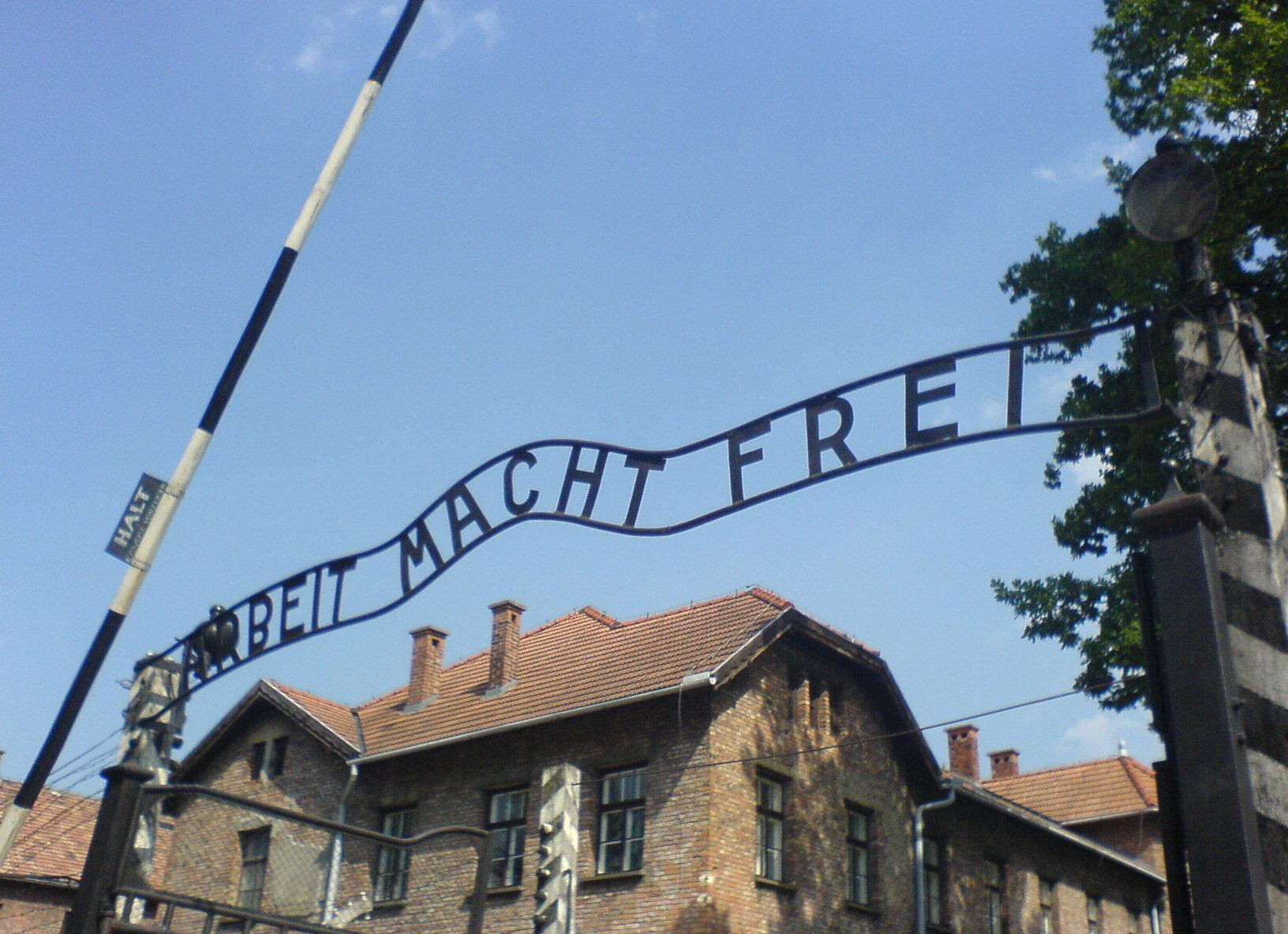
斯皮格曼曾于1979年前往奥斯威辛研究，上图是集中营大门

1973年，斯皮格曼为《快餐漫画》（Short Order Comix）第一期创作连环画《地狱行星的囚徒》，情节涉及安雅自杀。同年他又主编充斥色情和迷幻的语录图书，注明敬献给母亲。20世纪70年代剩下的几年间他主要创作短篇前衛漫画，名气越来越大。1975年，他从旧金山搬回纽约，但一直到1977年才告诉父亲，自己决定创作“很长的漫画书”。1978年，斯皮格曼又开始采访父亲，并于1979年造访奥斯威辛。1980年，他和夫人穆利创办漫画和图画杂志《原生》（Raw），长篇新作《鼠族》便在该杂志连载。

### 漫画媒体
20世纪40至50年代，美国漫画书产业十分兴旺，各种体裁、流派层出不穷，但到70年代末已深陷低谷。《鼠族》开始连载时，美国漫画市场基本由漫威漫画和DC漫画两大出版商垄断，大部分作品都是超级英雄题材，20世纪60年代后期至70年代初蓬勃发展的地下漫画运动此时也已奄奄一息。公众普遍认为漫画出版物就是青春期对权力的幻想，注定没有成熟的艺术或文学表现力，学界探讨将漫画整体视为体裁而非媒体。
1978年，威尔·埃斯纳推出《与上帝有约》，图画小说的概念得以推广并开始获利，《鼠族》便在此时脱颖而出。从一定程度上而言，图画小说一词能掩盖漫画在英语世界文化中地位低下的现实，而且“漫画书”代表的期刊大多篇幅短小，不适合形容图书形式的漫画，所以《鼠族》便属于图画小说，而非漫画书。

## 出版史
1980年12月，第二期《原生》用小插页刊登《鼠族》第一章，此后每期连载一章直至1991年停刊，此时小说还剩一章没有完成连载。
《鼠族》集结成书时，斯皮格曼一度难以找到愿意接手的出版商，情况在1986年8月改观，《纽约时报》刊登评论，对连载漫画青眼有加，万神殿书局（Pantheon Books）随即将前六章集结成一卷出版，书名《鼠族：幸存者的故事》（Maus: A Survivor's Tale）并有副标题《我父亲的泣血史》（My Father Bleeds History）。斯皮格曼认为，史蒂文·斯皮尔伯格旗下安培林娱乐（Amblin Entertainment）制作的动画长片《老鼠也移民》是在《鼠族》启发下诞生，不希望观众将两者对比，所以对图书能在电影上映三个月前面世深感庆幸。
美国漫画书大多通过直接市场的漫画商店销售，但《鼠族》通过书店发行之举一定程度上吸引大批读者。评论家和审稿人都无法在《鼠族》的分类上达成一致，书商也遇到同样问题，不知该把小说放到哪类书架。万神殿书局标识的分类是“图画小说”，但斯皮格曼不甚满意，因为许多图书长度的漫画，无论品质是否能与小说相提并论，都被冠以“图画小说”之名。他觉得使用这个词不是为了概括图书内容，而是要验证书中的漫画形式。斯皮格曼后来逐渐接受图画小说的说法，并同《素描季刊》（Drawn and Quarterly）出版商克里斯·奥利弗罗斯（Chris Oliveros）共同推动图书行业研究集团在21世纪初把“图画小说”纳入书店图书分类。
1991年，万神殿书局把《鼠族》最后五章集结成第二卷出版，副标题《我自己的受难史》（And Here My Troubles Began），后来又把两卷合到一起发行平装本和精装本套装，还有单卷全集版本。1994年，航海家公司（Voyager Company）发行《鼠族全集》，其中除所有章节外还有采访弗拉德克的录音、访谈片段，草图及其他背景素材。该只能通过麦金塔平台的软件读取，此时该软件已开始淡出市场。2011年，万神殿书局为《鼠族全集》推出伴侣图书《元鼠族》（MetaMaus），包括更多的背景素材，如弗拉德克的录像等。《元鼠族》的核心内容是希拉里·丘特（Hillary Chute）采访斯皮格曼，还有采访他妻儿的内容，以及草图、照片、家谱、各种图稿，另有包含视频、音频、照片和交互版本《鼠族》的。
斯皮格曼表示，《鼠族》是他献给哥哥里休和长女纳贾·斯皮格曼（Nadja Spiegelman）的作品。书上引述阿道夫·希特勒的话作为题词：“犹太人无疑属于种族，但他们不是人类”。

### 国际发行
1986年，企鹅出版集团获得《鼠族》第一卷在英联邦的出版权。为支持非洲人国民大会反对南非种族隔离的文化抵制运动，斯皮格曼拒绝“与法西斯妥协”，授权作品在南非出版。

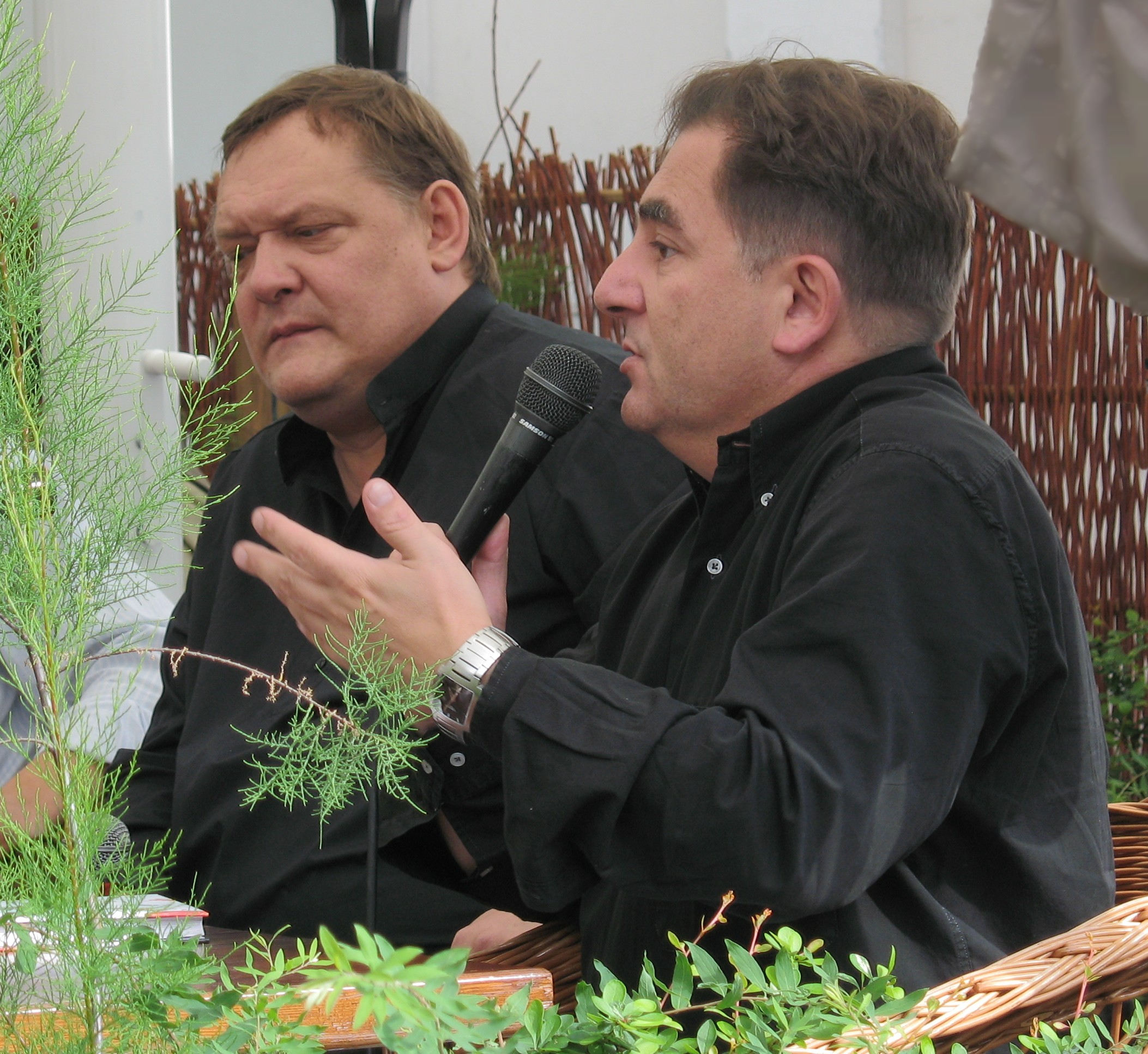
面对抗议，皮特·比科特（左）坚持在2001年开办出版社，发行波兰语版《鼠族》

截至2011年，《鼠族》已有约30种语言译本，其中法语、德语和波兰语对斯皮格曼有特别重要的意义。法语不仅因为他的夫人是法国人，而且他非常佩服法国和比利时复杂的漫画传统；德语和波兰语均是小说的背景语言，大部分情节发生在波兰，而且波兰语还是作者及双亲的母语。小说封面上的“卍”符号为德语版本出版带来麻烦，出版商必须让德国文化部确信作品的严肃意图，使用该符号并不违反德国刑法第86a条。作品在德国反响热烈，不但是畅销书，而且成为学校讲授的内容。波兰语版翻译遭遇困难，早在1987年斯皮格曼计划造访波兰研究时，批准签证的波兰领事馆官员就质疑他在《鼠族》中用猪代表波兰人的做法，声称这是非常严重的冒犯。该国出版商和评论员担心遭到抵制，不愿与作品扯上关联。2001年，《选举报》记者皮特·比科特（Piotr Bikont）为发行《鼠族》自办出版社。示威者在《选举报》办事处大门前抗议《鼠族》出版，比科特为此戴上猪面具，在办公室窗口向抗议人群挥手致意。日语版图书有杂志大小，是唯一获得大尺寸页面授权的版本。阿拉伯语版很早就提上日程，但始终未能落实。2014年通过的俄罗斯法律禁止展示纳粹宣传素材，《鼠族》因封面带有“卍”符号而在胜利日前从该国书店下架。
希伯来语版《鼠族》有少量版面内容变更。斯皮格曼根据父亲的回忆把书中某个小角色描绘成纳粹犹太人警察。某以色列后裔对此强烈抗议，威胁诉以诽谤。斯皮格曼把角色头上戴的警帽改成费多拉帽，但也在书中加入注释，表明他反对这种“侵扰”。修改后的第一卷于1990年经以色列最大的出版商发行，但遭遇许多负面或态度冷淡的评价，之后没有再推出第二卷，也没有再考虑其他译本。诗人耶胡达·维赞（Yehuda Vizan）翻译的版本经以色列另一家出版社面世，两卷均予发行。玛丽莲·赖兹鲍姆（Marilyn Reizbaum）认为，《鼠族》在以色列出版遇到的困难证明该国犹太人在悍卫祖国上无所畏惧，相比之下，美国犹太人属于软弱的受害者，甚至有以色列作家斥为“散居病”。

## 主题

### 呈现

小说中各个种族的人看起来都很像，作者希望借此证明，用这些线条来区分人物种族十分荒谬。斯皮格曼曾表示，“这些隐喻……代表自我毁灭”，旨在“揭示概念本身的局限”。

与许多批评他的评论家一样，斯皮格曼也曾担心“现实对漫画而言太过复杂……太多东西必须忽略或扭曲”，承认他对情节的呈现可能并不准确。他采用后现代主义手法，让《鼠族》“自我取材”，从故事如何诞生的角度讲述。书中体现出作者在重述父亲回忆时的取舍，以及艺术创作过程中不得不做出的选择：例如弗朗索瓦皈依犹太教后，斯皮格曼就对把她画成青蛙、老鼠还是其他动物左右为难。
书中用各种动物的头和尾代表不同种族人类，犹太人是老鼠，德国人和波兰人分别是猫和猪等。斯皮格曼曾出席肯·雅各布斯（Ken Jacobs）主持的放映展，播映的明斯特里秀和美国早期动画电影中种族主义内容充斥，其中的隐喻一度让他非常震惊。作者学以致用，利用纳粹宣传片把犹太人描绘成害虫的手法，在小说中用老鼠作为犹太人的象征，他还在第二卷引言中引述20世纪30年代德国报纸内容：“米老鼠是有史以来最可悲的构思……每个独立而光荣的年轻人都应该拥有健康的思维，那就是这种肮脏和污秽的害虫、动物王国最大的细菌载体不可能是理想的动物……远离残酷的犹太人！打倒米老鼠！戴上万字符号！”
一些犹太人戴上猪脸面具假扮波兰人，但后脑还能看到绑绳。弗拉德克的扮相比安雅更可信，他曾说过“你应该能看出来，她更像犹太人”这样的话。为体现这种差异，斯皮格曼在小说中让安雅的老鼠尾巴暴露在外。书中用这样流于表面的形式呈现人种差异，纳粹也是在这种刻板印象驱使下把种族灭绝作为最终解决方案，所以小说有被控强调种族主义标签的风险，但斯皮尔曼依然采用这种方法来确保人物匿名。美术史学家安德里亚·利斯（Andrea Liss）指出，虽然有些不可思议，但这样的处理手法更能促使读者把书中角色当成人类，避免他们根据表面特征判断角色种族，同时提醒读者种族分类一直存在。
小说中各个种族的人看起来都很像，作者希望借此证明，用这些线条来区分人物种族十分荒谬。斯皮格曼曾表示，“这些隐喻……代表自我毁灭”，旨在“揭示概念本身的局限”。艾米·亨格福德（Amy Hungerford）教授发现，书中的动物比喻并不统一，人物身份不完全依靠种族定义，更多取决于他们在情节中扮演的角色。例如弗朗索瓦是法国人，但因丈夫的大屠杀受害者身份刻画成老鼠。曾有作家询问斯皮格曼会用什么动物代表以色列犹太人，他的回答是豪猪。书中阿特去看精神科医师时，两人脸上都戴着老鼠面具。随着情节推进，作者对动物比喻的看法发生变化，第一卷面世时，他在书中的形象是鼠头人身，但在第二卷中变成头戴老鼠面具的人。《鼠族》中的人物只有在追杀和逃窜时看起来才像猫和老鼠，无论从任何角度来看，他们除头和尾外，其他身体部分和语言、动作都与普通人一致。不无讽刺的是，安雅害怕老鼠，书中其他人物经常牵着宠物狗和猫一起出现，纳粹还带着军犬等，这些描绘令小说的动物比喻更显复杂。

### 记忆
玛丽安·赫希（Marianne Hirsch）认为，斯皮格曼的人生“由各种不属于他的记忆主导”。赫希接触《鼠族》后创造出新词（“后记忆”）来形容这部作品，认为斯皮格曼不单是根据已有记忆写出本书，而且不断融入创作过程中的新记忆。在她看来，“后记忆”还反映出大屠杀幸存者及其子女之间的关系。后人没有上辈的经历，但他们的成长过程少不了父母记忆的陪伴，日积月累之下，这些“他人的记忆”越来越强烈，最终成为后辈“自己的记忆”。换言之，尽管“世代相隔”，但后人仍与先辈记忆形成“深厚的人脉关系”。
阿特力图按时间顺序叙述父亲的经历，觉得只有这样才能保持情节不致迷失方向。安雅自杀后，弗拉德克又烧毁她的日记，所以小说中明显缺乏作者母亲的视角。赫希认为《鼠族》一定程度上是在重建安雅的记忆，弗吉德克的桌上放有她的照片，提醒自己不要忘记她，玛拉称这张照片“仿若圣地”。

### 负罪感
作者采用多种方式表现他的负罪感。他一直对大屠杀期间哥哥里休的死感到煎熬，觉得自己永远都比不上他。第一卷出版并出乎作者意料地大获成功后，第八章开头就是负罪感缠身的斯皮格曼，画中他是头绑老鼠面具的人类，立足大片尸体之上，这些尸体代表大屠杀中遇难的600万犹太人，《鼠族》的成功便是建立在他们的死亡上。精神科医师曾告诉斯皮格曼，弗拉德克对幸存于世感到内疚，特别是在长子也在大屠杀期间丧生的情况下。此外，书中的弗拉德克形象不佳，这可能也是作者负罪感的重要来源。斯皮格曼没有进过集中营，很难理解或想象它的模样，所以觉得他无法充分描绘这片“分离的宇宙”。

### 种族主义

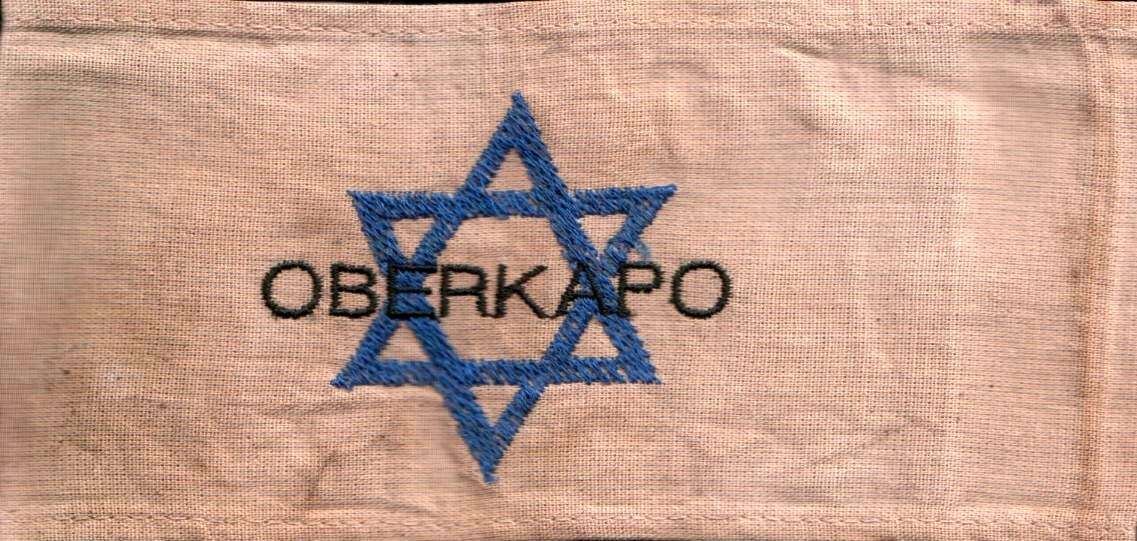
纳粹治下监督犹太囚犯的人称为囚监，小说把他们描绘成反犹太波兰人

斯皮格曼在书中嘲笑纳粹对种族分裂的看法，也不讳言弗拉德克对儿媳让黑人搭车感到不快的种族主义思想，弗朗索瓦批评岳父身为反犹太主义的受害者不该这样对待别人，但弗拉德克却回答：“这根本没得比，黑人和犹太人怎么比！”小说逐渐解构动物比喻，第二卷犹为明显，证明不同种族的人类之间没有明确界限。
《鼠族》的绝大多数人物都是波兰人或犹太人，形象多种多样，相比之下，德国人基本没有区别。犹太人和犹太议会时常遵从纳粹要求，有些甚至诱骗同胞落网，还有些成为听命德国人的警察。
斯皮格曼笔下的波兰人有些冒生命危险帮助犹太人，也有些是反犹太主义者。管理集中营的囚监是波兰人，安雅和弗拉德克也是被波兰走私者欺骗落入纳粹之手，两人听闻波兰人在二战结束后还会驱逐甚至杀害回家的犹太人。

### 语言
斯皮格曼的心理医生帕维尔也是移民美国的大屠杀幸存者，但他的英语比弗拉德克要好得多。小说中的弗拉德克因为会英语改变命运，他因此结识安雅，与法国人交上朋友并在战后继续用英语通信。他从未用母语讲述大屠杀期间的经历，但却先后用英语告诉美国军人和儿子，移民美国后，英语更成为他的日常交流用语。从《鼠族》中的对话来看，弗拉德克英语不佳，他告诉儿子，集中营里的犯人每天都会祈祷，这不但是因为虔诚，也是因为无事可做，但就是这么一段简单的话中都有多处语法或拼写错误。弗拉德克在小说后半部分谈到达豪集中营时称：“就在这里……我开始遇到麻烦”，但他显然很久以前就身陷囹圄，斯皮格曼用这句独特的表述充当第二卷副标题。
小说标题在德语中代表“老鼠”，与英语中的是同源词，很容易让人想到德语动词，意为“说话像犹太人”，指东欧犹太人的德语口音，这个词从词源角度与无关，但同“摩西”（Moses）略有关联。

## 风格

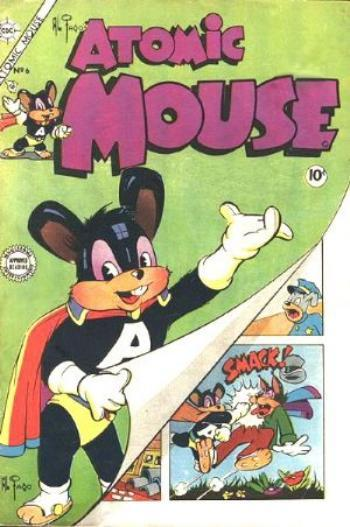
斯皮格曼笔下的拟人动物和上图风格类似，都与读者的固有印象不符

犹太人大屠杀是文艺创作中容易激起反弹的热门题材，斯皮格曼用漫画形式讲述之举更显大胆。英语世界普遍认为漫画本质上微不足道，这在一定程度上抵销选材的敏感程度，特别是使用动物头像代替可供识别的人类头像情况下。拟人动物一直是漫画的主要内容，虽然传统观念认为它们主要面向儿童观众，但地下漫画运动很早以前就开始用拟人动物讲述成年人的故事，罗伯特·克朗姆的《怪猫菲力兹》（Fritz the Cat）便是其中代表。漫画评论家约瑟夫·维特克（Joseph Witek）声称，这种体裁能“为悖论现实主义叙事开辟道路”，《鼠族》充分利用的创作手法正是悖论现实主义叙事。
除犹太人大屠杀外，小说的主要内容还包括作者采访父亲和两人的互动，这些内容相互交织组成故事框架。斯皮格曼的《地狱行星的囚徒》也纳入框架，其中角色都是人类，无论视觉还是主题都与《鼠族》其他部分形成对比。《地狱行星的囚徒》呈现出超现实主义和德国表现主义木刻版畫风格，创作灵感源自林德·沃德（Lynd Ward）。
作者模糊故事框架和现实世界的界限，例如在书中谈论小说对他生活的影响时，斯皮格曼告诉夫人：“如果是现实世界，你绝不可能让我说这么久都不打断”。《鼠族》的集中营里有囚犯自称德国人，但纳粹不相信，斯皮格曼则难以决定到底是把他画成猫还是老鼠。书中有大量弗拉德克讲述的平凡细节，作者偶尔还会特别强调，这些细节有时显得好笑或讽刺，让情节略显轻松的同时也体现出真实的人性，“帮助承受历史现实难以忍受的重担”。
斯皮格曼起初把采访父亲的内容记在纸上，但很快就改用录音机，有时当面采访，有时打电话。他经常会把弗拉德克的叙述整理得更加简练，偶尔会用总结代替对白中的原话，或将反复讲述的内容融合在一起呈现。
斯皮格曼担心他对父亲叙述的整理会导致故事失实，最终决定避免复杂的叙事结构，直接按时间顺序讲述，觉得这样能更顺利地传达信息。他尽量详细说明小说的创作过程，并经整理作为图书的组成部分，表现出“由人际关系决定采访方式的感觉”。

### 绘画
小说以文字主导，全部1500个黑白画框中只有少数没有文字。画作采用高对比度，厚实的黑色部分和很粗的画框线条与白色区域及宽阔的白边相互平衡，阴影部分几乎没有灰色。故事中的“现在”每页由八个格子组成，“过去”的页面布局经常打乱。
小说中纳入的三页连环画《鼠族》和《地狱行星的囚徒》经作者有意渲染变得非常细腻，采用表现主义风格。斯皮格曼一度计划全书都用这种方式绘制，但试画草图后决定采用简化风格，与他的铅笔草稿略有区别，觉得这样更加直截了当。各角色均以简约形式呈现，动物的头部用点代表眼睛，斜线代表嘴和眉毛，下面是人类躯体。三页连环画《鼠族》中的猫对比犹太人老鼠显得非常大，但斯皮格曼决定不在长篇小说中沿用，因为这样相当于是在“告诉你如何感受，如何思考”，作者希望读者在道德判断时保持独立。小说中的纳粹猫和犹太鼠尺寸基本相同，猫的脸部不再画上刻板的恶毒表情。
斯皮格曼想让《鼠族》看上去就像日记，所以绘画时采用钢笔和打字机修正液，再用同等尺寸复制。相比之下，他的其他作品大多先画出加大的原稿，复制时再缩小，这样可以掩盖画作中的部分败笔。

### 创作受到的影响

法朗士·麦绥莱勒创作的木刻无字小说对斯皮格曼的早期创作影响很大

斯皮格曼曾发表文章，增进人们对图画小说的了解。哈维·库兹曼（Harvey Kurtzman）、埃斯纳，以及伯纳德·克里格斯坦（Bernard Krigstein）的《优等种族》（Master Race）对他早期创作影响很大。不过斯皮格曼本人表示，埃斯纳的早期作品的确对他产生影响，但第一部图画小说《与上帝有约》（1978年）对《鼠族》没有影响。作者还称，哈罗德·格雷（Harold Gray）的连环漫画《小孤女安妮》（Little Orphan Annie）比较直接地影响《鼠族》，并称赞格雷在作品中使用漫画而非插图作为情节发展的基础。格林的《宾基·布朗遇上圣母玛利亚》令斯皮格曼深受启发，在小说中加入自传元素，他甚至表示：没有《宾基·布朗遇上圣母玛利亚》，就不会有《鼠族》。影响小说创作的画家方面，斯皮格曼以无字小说先驱法朗士·麦绥莱勒为代表，作品包括1919年的木刻无字小说《激情之旅》（Passionate Journey）。

## 评价和影响
斯皮格曼在漫画创作和杂志编辑领域早已名声在外，但1986年《鼠族》发行第一卷后媒体的关注程度依然出乎他的意料。各种媒体上极尽赞誉的好评数以百计，《鼠族》成为新的漫画关注焦点，与《守護者》和《蝙蝠俠：黑暗騎士歸來》一起成为1986至1987年三大图书漫画，有评论认为这三部作品让“图画小说”和成人漫画理念进入主流视野。此前英语世界普遍认为漫画只是儿童读物，大部分都是超级英雄的故事，但《鼠族》让公众意识到漫画有更大的发展潜力。起初，评论家似乎不愿把漫画当成文学作品评述，例如《纽约时报》就在赞颂小说的文章中声称：“阿特·斯皮格曼所画的不是漫画书”。赢得普利策奖后，学界更加认可《鼠族》，并表现出更大兴趣。1991至1992年，现代艺术博物馆举办《鼠族》制作展。

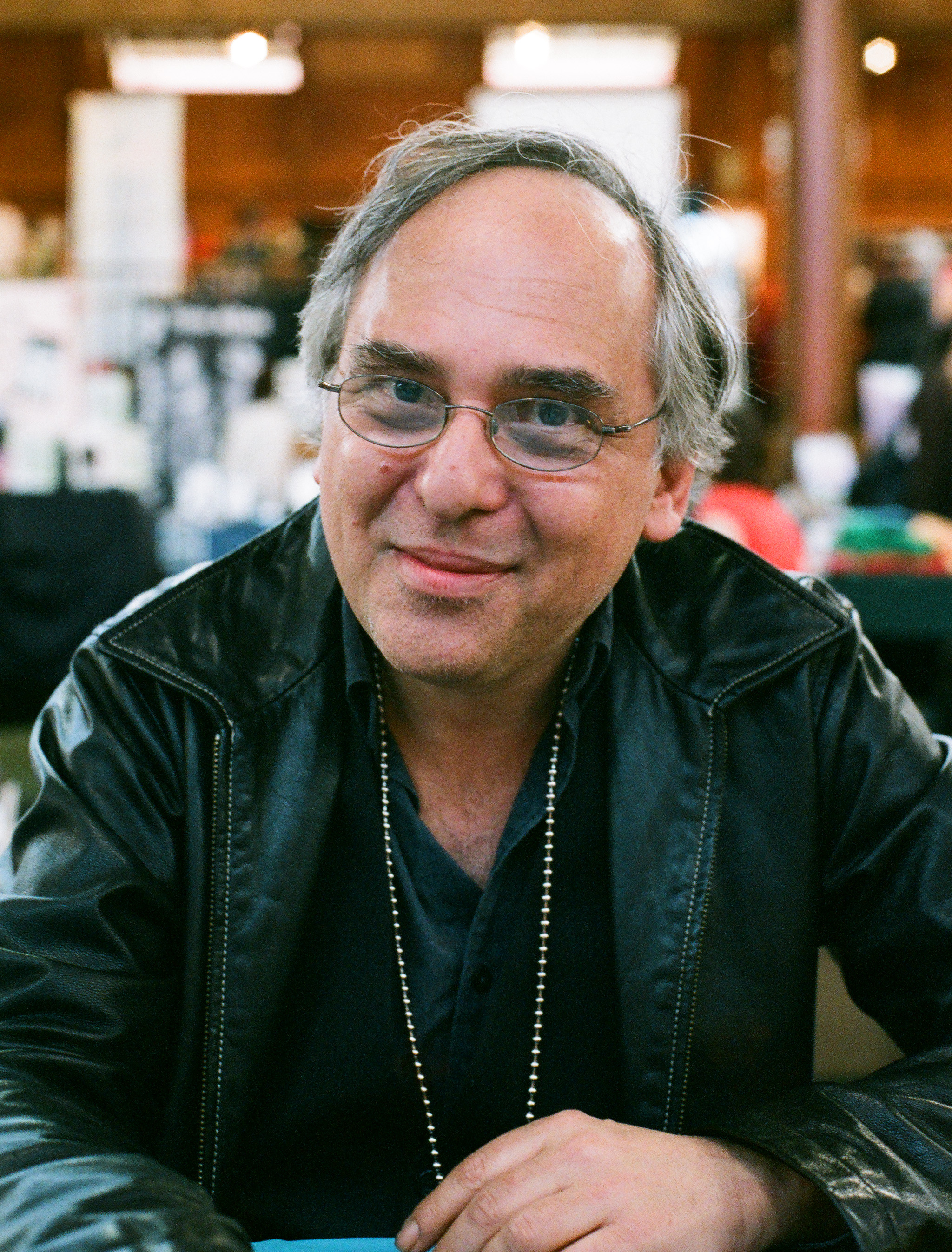
斯皮格曼继续吸引学术关注并影响更年轻的漫画家

事实证明，学界对《鼠族》的分类无法达成一致，具体分类包括传记、虚构作品、自传、历史及回忆录等。斯皮格曼要求《纽约时报》将畅销小说排行榜上的《鼠族》移至非虚构图书榜单：“我不禁会想，大卫·杜克……看到根据我父亲在希特勒治下欧洲和死亡集中营生活的回忆经仔细研究写就的书籍被归入虚构类别，到底会有什么反应”。结果报社编辑回复：“咱们去斯皮格曼他家看看，要是真有巨型老鼠来应门，就把它移到非小说类榜单！”不过，《纽约时报》最终还是同意他的要求。普利策奖委员会选择回避分类问题，在1992年向全本《鼠族》颁发特别褒扬奖。
无论漫画还是文学榜单，《鼠族》排名都很高。《漫画期刊》（The Comics Journal）将其排在20世纪最伟大漫画作品第四位，《巫师》杂志评选百大图画小说，《鼠族》名列榜首。《娱乐周刊》将本片列在“新经典：图书类——1983至2008年百佳读物”第七位，《时代杂志》也将作品排在1923至2005最佳非小说书籍第七名和最佳图画小说第四名。当代漫画家朱尔斯·费佛（Jules Feiffer）和作家翁贝托·埃可同样对《鼠族》赞赏有嘉，许多人联系斯皮尔曼，希望能把小说改编成电影或电视剧，但他没有接受。
克里斯·韦尔（Chris Ware）在《原生》杂志看到《鼠族》早期章节后深受启发，决定“尝试创作‘严肃’风格漫画”，此外，《鼠族》对瑪嘉·莎塔碧的《波斯波利斯》和艾莉森·贝克德尔的《欢乐之家》（Fun Home）等图画小说作品都有举足轻重的影响。
1999年，漫画家特德·拉尔（Ted Rall）在《乡村之声》（The Village Voice）发文，批评斯皮格曼在纽约漫画界的显赫地位和影响。这篇题为《鼠族之王：阿特·斯皮格曼利用恩宠和恐惧统治漫画世界》（King Maus: Art Spiegelman Rules the World of Comix With Favors and Fear）指控普利策奖委员会向《鼠族》颁奖属于机会主义举动，作品根本不值得如此荣誉。漫画家丹尼·海尔曼（Danny Hellman）对此发出恶作剧电子邮件，在邮件中自称拉尔，使用邮箱召妓，之后又以纽约杂志编辑和美术总监的名义发布虚假回复。拉尔向法院递交诉状，起诉海尔曼诽谤、侵犯隐私并造成情绪困扰，索赔150万美元。为筹集资金应诉，海尔曼于2001年出版《法律行动漫画》（Legal Action Comics）选集，封底由斯皮格曼创作，上面把拉尔画成小便池。

### 学术作品和批评
针对《鼠族》的学术研究已经形成体系，许多学校在多个学科将本书用于课程材料，如历史、功能失调家庭心理学、语言艺术和社会研究。针对《鼠族》的学术著作出版量已经远超其他漫画。1988年，约书亚·布朗（Joshua Brown）在《口述历史评论》（Oral History Review）发表《老鼠与记忆》（Of Mice and Memory），是相对较早的《鼠族》学术评论文章，主要探讨斯皮格曼在呈现父亲经历上遇到的问题。玛丽安·赫希的论文《家庭相片：鼠族、哀悼和后记忆》（Family Pictures: Maus, Mourning, and Post-Memory）极具影响并创造“后记忆”概念，之后还扩充成书《家庭相框：照片、叙事和后记忆（Family Frames: Photography, Narrative, and Postmemory）。多米尼克·拉卡普拉（Dominick LaCapra）、琳达·哈钦（Linda Hutcheon）和特伦斯·德普雷斯（Terrence Des Pres）等研究领域与漫画毫无关联的学者同样参与探讨。大部分研究《鼠族》的学者都不熟悉漫画，这很大程度上是因为学术界尚未形成研究漫画的传统，他们对本书的研究大多立足犹太人大屠杀历史、电影或文学角度。2003年，黛博拉·盖斯（Deborah Geis）将研究《鼠族》的论文集结成书《考虑鼠族：阿特·斯皮格曼犹太人大屠杀〈幸存者的故事〉解读》（Considering Maus: Approaches to Art Spiegelman's "Survivor's Tale" of the Holocaust）。《鼠族》已经成为大屠杀文学的重要作品，针对该书的研究对大屠杀研究贡献良多。

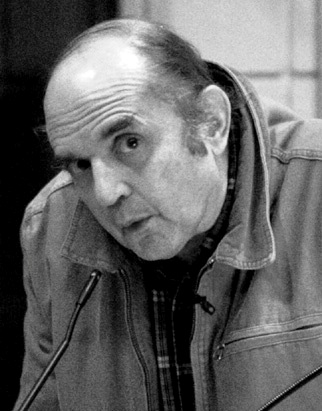
漫画研究作家兼评论家哈维·佩卡尔不认同《鼠族》用动物指代弗拉德克，并伴有大量负面描述的做法

作家阿里·卡普兰（Arie Kaplan）指出，部分犹太人大屠杀幸存者反对斯皮格曼把他们经历的悲剧创作成漫画书。希勒尔·哈尔金（[הלל הלקין] 错误：{{Lang}}：無法辨識語言標籤 he-n（帮助））等文学批评家谴责书中的动物比喻是“双重非人化”，在他看来，纳粹当年的行为是人类对人类的暴行，但书中的比喻却会再度强化纳粹理念，即大屠杀发生在两个不同物种之间。漫画研究作家兼评论家哈维·佩卡尔（Harvey Pekar）等人也不认同书中的动物比喻，觉得这有可能强化读者心中的刻板印象。佩卡尔还很反感作者对父亲的大量负面写照，认为这种行径放在自认客观的书中尤显虚伪。漫画评论家罗伯特·哈维（R. C. Harvey）声称，斯皮格曼的动物比喻有“侵蚀《鼠族》道德基础”的威胁，“直接（把读者）带入（纳粹的）种族视角”。
彼得·奥布斯特（Peter Obst）和劳伦斯·韦斯勒（Lawrence Weschler）对书中用猪代指波兰人表示关切，马克·科恩（Marek Kohn）认为此举实属种族诽谤，《诺顿美国文学选集》（The Norton Anthology of American Literature）称这是“蓄意侮辱”。根据犹太文化，猪和猪肉都不符合犹太洁食规定，都是“不洁”的东西，身为犹太人，斯皮格曼不可能对此一无所知。奥布斯特和佩卡尔等评论员表示，《鼠族》对波兰人的描绘欠缺平衡，虽有部分波兰人看起来有在帮助犹太人，但从实际情况看，他们的举动大都出于利己因素。20世纪90年代末，斯皮格曼在蒙特利尔麦吉尔大学的讲座持续遭人打断，此人后被逐出礼堂，他的行为动机是反对《鼠族》对波兰人的刻画。
文学批评家沃尔特·本·迈克尔斯（Walter Ben Michaels）认为，斯皮格曼的种族视野与事实截然相反。书中根据纳粹的种族观念用不同动物代表欧洲各族人种，但绝大多数美国人不论肤色黑白都用狗表示，仅有犹太人依然是没有同化的老鼠。在迈克尔斯看来，《鼠族》对困扰美国历史的种族不平等似乎采取掩盖态度。
巴特·比蒂（Bart Beaty）等评论家反对作品中体现出的宿命论思想。学者保罗·布勒（Scholar Paul）断言，或许会有不少读者认为《鼠族》是最引人注目的大屠杀描写作品，但这很可能只是因为那个时代无论任何方面都已超出他们的想象，只有通过漫画艺术的讽刺叙述才能理解。迈克尔·罗斯伯格（Michael Rothberg）认为，斯皮格曼选择在与世隔绝的虚构漫画空间讲述纪实情节，这正是诠释奥斯威辛集中营的最佳角度。

### 戏仿
比利时第五层出版社匿名制作图书《猫族》（Katz），将斯皮格曼原著中所有动物的头部换成猫头，其他内容都和法语原版完全相同。拥有《鼠族》法国发行权的弗拉马利翁出版社以侵犯版权罪起诉，迫使比利时出版社销毁所有副本。

### 獎項與榮譽
| 年份 | 机构                            | 奖项                                   | 结果 |
| ---- | ------------------------------- | -------------------------------------- | ---- |
| 1986 | 美国国家书评人协会              | 美国国家书评人协会奖最佳传记           | 提名 |
| 1987 | 《现在时》杂志 美国犹太人委员会 | 现在时/乔尔··卡维尔小说奖              | 獲獎 |
| 1988 | 《基督教见证报》                | 《基督教见证报》抵抗奖                 | 獲獎 |
| 1988 | 安古蘭國際漫畫節                | 最佳外国专辑奖                         | 獲獎 |
| 1988 | 乌伦登奖                        | 外国专辑奖                             | 獲獎 |
| 1990 | 麦克斯和莫里兹奖                | 特别奖                                 | 獲獎 |
| 1991 | 美国国家书评人协会              | 美国国家书评人协会奖                   | 提名 |
| 1992 | 普利策奖                        | 普利策特别褒扬奖                       | 獲獎 |
| 1992 | 艾斯納獎                        | 最佳再版图画专辑奖（《鼠族II》）       | 獲獎 |
| 1992 | 哈维奖                          | 最佳已出版作品图画专辑奖（《鼠族II》） | 獲獎 |
| 1992 | 《洛杉磯時報》                  | 虚构图书奖（《鼠族II》）               | 獲獎 |
| 1993 | 安古蘭國際漫畫節                | 最佳外国专辑奖                         | 獲獎 |
| 1993 | 乌伦登奖                        | 外国专辑奖（《鼠族II》）               | 獲獎 |

### 脚注
1. 1 2 3 4 5  Gordon 2004.
2. 1 2 3 4 5  Fathers 2007，第122頁.
3. ↑  Witek 1989，第98頁; LaCapra 1998，第154頁.
4. 1 2 3 4  Kannenberg 1999，第100–101頁.
5. 1 2  Liss 1998，第55頁.
6. 1 2  Levine 2006，第29頁.
7. ↑  Young 2006，第250頁; Fathers 2007，第123頁.
8. 1 2  Merino 2010.
9. ↑  Pekar 1986，第54頁.
10. ↑  Spiegelman 2011，第18頁.
11. 1 2  Reibmann 2001，第26頁.
12. 1 2  Wood 1997，第83頁.
13. ↑  Levine 2006，第36頁.
14. ↑  Witek 1989，第100頁; Levine 2006，第38頁.
15. 1 2  Kaplan 2006，第114頁.
16. 1 2  Wood 1997，第84頁.
17. ↑  Levine 2006，第34頁; Rothberg 2000，第211頁.
18. ↑  Weine 2006，第29頁.
19. ↑  Rothberg 2000，第217頁.
20. ↑  McGlothlin 2003，第177頁.
21. ↑  McGlothlin 2006，第85頁; Adams 2008，第172頁.
22. ↑  Kois 2011; Wood 1997，第88頁.
23. ↑  Mandel 2006，第118頁.
24. 1 2  Wood 1997，第85頁.
25. ↑  Spiegelman 2011，第17頁.
26. 1 2  Spiegelman 2011，第292頁.
27. 1 2 3  Fathers 2007，第124頁.
28. ↑  Young 2006，第250頁; Fathers 2007，第123頁; Levine 2006，第29頁.
29. 1 2  Harvey 1996，第242頁.
30. 1 2  Spiegelman 2011，第16頁.
31. 1 2  Spiegelman 2011，第291, 293頁.
32. 1 2  Weine 2006，第26頁.
33. ↑  Gordon 2004; Tan 2001，第39頁.
34. ↑  Spiegelman 2011，第291, 294頁.
35. ↑  Rice 2007，第18頁.
36. ↑  Hirsch 1997，第35頁.
37. 1 2  Pekar 1986，第56頁.
38. 1 2  Rothberg 2000，第214頁.
39. ↑  Levine 2006，第35頁.
40. ↑  Moss 2017，第194頁.
41. ↑  Schuldiner 2011，第76–77頁; Hirsch 1997，第27頁; Adams 2008，第180頁.
42. 1 2 3  Kois 2011.
43. ↑  Fischer & Fischer 2002.
44. ↑  Fathers 2007，第122頁; Weiner 2003，第36頁.
45. 1 2  Fathers 2007，第125頁.
46. 1 2 3  Kaplan 2008，第171頁.
47. 1 2 3  Witek 1989，第103頁.
48. 1 2 3  Chute 2010，第18頁.
49. ↑  Kaplan 2008，第140頁.
50. 1 2 3  Conan 2011.
51. ↑  Spiegelman 2011，第22–24頁.
52. 1 2 3 4 5 6 7  Brown 1988.
53. 1 2  Witek 1989，第98頁.
54. ↑  Blau 2008.
55. ↑  Petersen 2010，第221頁.
56. ↑  Weiner 2003，第5–6頁.
57. ↑  Duncan & Smith 2009，第68頁.
58. ↑  Duncan & Smith 2009，第91頁.
59. 1 2  Witek 2004.
60. ↑  Russell 2008，第221頁; Duncan & Smith 2009，第1頁.
61. ↑  Witek 2004; Fagan & Fagan 2011，第3頁; Abell 2012，第68–84頁.
62. 1 2  Petersen 2010，第222頁.
63. ↑  Kaplan 2006，第113頁.
64. ↑  Kaplan 2008，第171頁; Kaplan 2006，第118頁.
65. ↑  Kaplan 2006，第118頁; Kaplan 2008，第172頁.
66. ↑  Kaplan 2006，第115頁.
67. ↑  McGrath 2004，第2頁; Morman 2003.
68. ↑  Rhoades 2008，第220頁.
69. ↑  Horowitz 1997，第403頁.
70. ↑  Hignite 2007，第57頁.
71. 1 2 3  Garner 2011.
72. ↑  Liss 1998，第55頁; LaCapra 1998，第156頁.
73. ↑  Witek 1989，第94頁; Hirsch 1997，第26頁; Wirth-Nesher 2006，第169頁.
74. ↑  Smith 2007，第93頁.
75. 1 2  Weschler 2001; Spiegelman 2011，第122–125頁.
76. 1 2  Gambino 2015.
77. ↑  Spiegelman 2011，第122–124頁.
78. ↑  Spiegelman 2011，第152頁.
79. ↑  Mozzocco 2011; Spiegelman 2011，第154頁.
80. ↑  Tzadka 2012; Spiegelman 2011，第152–153頁.
81. ↑  Spiegelman 2011，第153頁.
82. ↑  Reizbaum 2000，第135–136頁.
83. 1 2  Reizbaum 2000，第139頁.
84. ↑  Wood 1997，第87頁.
85. ↑  Young 2006，第250頁; Witek 1989，第112–114頁.
86. ↑  Loman 2010，第221–223頁.
87. ↑  Pustz 2007，第69頁.
88. 1 2  Hungerford 2003，第87頁.
89. 1 2  Witek 1989，第106頁.
90. ↑  Rothberg 2000，第210頁; Hatfield 2005，第140頁.
91. ↑  Reibmann 2001，第25頁; Liss 1998，第53頁; Pekar 1986，第55頁.
92. ↑  Liss 1998，第53頁.
93. ↑  Bolhafner 1991，第96頁.
94. ↑  Hays 2011.
95. ↑  Hungerford 2003，第86頁.
96. ↑  Pustz 2007，第70頁.
97. 1 2  Hirsch 1997，第27頁.
98. ↑  Wolk 2008，第283頁.
99. ↑  Hirsch 1997，第26頁.
100. ↑  Levine 2006，第17頁; Berger 1999，第231頁.
101. ↑  Merino 2010; Weine 2006，第27頁; Brown 1988.
102. ↑  Hirsch 1997，第33–34頁.
103. ↑  Schwab 2010，第37頁.
104. ↑  Kannenberg 2001，第86頁.
105. ↑  Schuldiner 2011，第69頁.
106. ↑  Schuldiner 2011，第70頁.
107. ↑  Schuldiner 2011，第75頁.
108. ↑  Loman 2010，第224頁.
109. ↑  Loman 2010，第225頁.
110. ↑  LaCapra 1998，第161頁.
111. ↑  LaCapra 1998，第167–168頁.
112. ↑  LaCapra 1998，第166–167頁.
113. ↑  Rosen 2005，第158頁.
114. ↑  Rosen 2005，第165頁.
115. ↑  Rosen 2005，第166頁.
116. 1 2 3  Rosen 2005，第164頁.
117. ↑  Wirth-Nesher 2006，第168頁.
118. ↑  Levine 2006，第21頁.
119. 1 2  Levine 2006，第22頁.
120. ↑  Rothberg 2000，第208頁.
121. ↑  Russell 2008，第221頁.
122. ↑  Witek 1989，第97頁.
123. ↑  Witek 1989，第110頁.
124. ↑  Witek 1989，第111頁.
125. ↑  Witek 2004，第100頁.
126. 1 2  Liss 1998，第54頁.
127. ↑  Kannenberg 2001，第85頁.
128. 1 2  Rothberg 2000，第207–208頁.
129. ↑  Weine 2006，第25–26頁.
130. ↑  Adams 2008，第172頁.
131. ↑  Witek 1989，第104頁.
132. ↑  Witek 1989，第112頁.
133. 1 2  Frahm 2004.
134. ↑  Kannenberg 2001，第28頁.
135. ↑  Kaplan 2008，第172頁.
136. ↑  Spiegelman 2011，第196頁.
137. ↑  Weiner 2003，第36頁.
138. ↑  Witek 1989，第94頁.
139. ↑  Kaplan 2008，第172頁; Sabin 1993，第246頁; Stringer 1996，第262頁; Ahrens & Meteling 2010，第1頁; Williams & Lyons 2010，第7頁.
140. ↑  Witek 1989，第94–95頁.
141. ↑  Russell 2008，第223頁; Horowitz 1997，第406頁.
142. ↑  Witek 2004; Langer 1998.
143. ↑  Russell 2008，第223頁.
144. ↑  Kaplan 2006，第118頁; Weine 2006，第25頁.
145. ↑  Orbán 2005，第39–40頁; Rhoades 2008，第219頁.
146. ↑  New York Times staff 1987.
147. 1 2 3  Ruth 2011.
148. ↑  Ruth 2011; Horowitz 1997，第405頁.
149. ↑  Liss 1998，第54頁; Fischer & Fischer 2002.
150. ↑  Wizard staff 2009.
151. ↑  Entertainment Weekly staff 2008.
152. ↑  Silver 2011.
153. ↑  Grossman 2009.
154. ↑  Kaplan 2006，第118頁.
155. ↑  Pustz 2007，第73頁.
156. ↑  Ball & Kuhlman 2010，第xii頁.
157. 1 2 3  Arnold 2001.
158. ↑  Smith 1999.
159. ↑  The Daily Free Press staff 2000.
160. ↑  Meskin & Cook 2012，第xxiv頁.
161. ↑  Monnin 2010，第121頁.
162. ↑  Loman 2010，第217頁.
163. ↑  Loman 2010，第218頁.
164. ↑  Kaplan 2006，第119頁.
165. ↑  Hatfield 2005，第139–140頁; Russell 2008，第221頁.
166. ↑  Park 2011.
167. ↑  Pekar 1986，第55頁; Pekar 1990，第32–33頁.
168. ↑  Pekar 1986，第56頁; Pekar 1990，第32頁.
169. ↑  Pekar 1986，第57頁.
170. ↑  Harvey 1996，第243頁.
171. ↑  Harvey 1996，第244頁.
172. 1 2  Obst & , "A Commentary on Maus by Art Spiegelman"; Weschler 2001.
173. ↑  Baker 1993，第142, 160頁.
174. ↑  Baym et al. 2007，第3091頁.
175. ↑  Pekar 1990，第32–33頁; Obst & , "A Commentary on Maus by Art Spiegelman".
176. ↑  Surridge 2001，第37頁.
177. 1 2  Loman 2010，第223–224頁.
178. 1 2  Beaty 2012.
179. ↑  Chute 2006，第200–201頁.
180. ↑  Chute 2006，第201頁.
181. ↑  Couvreur 2012.
182. ↑  Brown 1988; National Book Critics Circle staff 2012.
183. ↑  Brown 1988; New York Times staff 1987.
184. ↑  Tout en BD staff 1998.
185. ↑  Tout en BD staff 1998; Jannequin 1990，第19頁.
186. 1 2  Hammarlund 2007.
187. ↑  Comic Salon staff 2012.
188. ↑  National Book Critics Circle staff 2012.
189. ↑  Pulitzer Prize staff 2012.
190. ↑  Eisner Awards staff 2012.
191. ↑  Harvey Awards staff 1992.
192. ↑  Colbert 1992.
193. ↑  Tout en BD staff 1993.

### 书籍
- Abell, Catharine. . Meskin, Aaron; Cook, Roy T  (编). . John Wiley & Sons. 2012. ISBN 978-1-4443-3464-7.
- Adams, Jeff. . Peter Lang. 2008  [2020-07-08]. ISBN 978-3-03911-362-0. （原始内容存档于2020-11-16）.
- Ahrens, Jörn; Meteling, Arno. . Continuum International Publishing Group. 2010  [2020-07-08]. ISBN 978-0-8264-4019-8.
- Baker, Steve. . Manchester University Press. 1993  [2020-07-08]. ISBN 978-0-7190-3378-0. （原始内容存档于2020-11-16）. (attributed to Kohn, Marek. . The Listener. 1987-09-10: 25.)
- Ball, David M.; Kuhlman, Martha B. . University Press of Mississippi. 2010  [2020-07-08]. ISBN 978-1-60473-442-3. （原始内容存档于2021-01-04）.
- Berger, James. . University of Minnesota Press. 1999. ISBN 978-0-8166-2932-9.
- Chute, Hillary L. . Columbia University Press. 2010  [2020-07-11]. ISBN 978-0-231-15062-0. （原始内容存档于2021-01-04）.
- Duncan, Randy; Smith, Matthew J. . Continuum International Publishing Group. 2009. ISBN 978-0-8264-2936-0.
- Fagan, Bryan D.; Fagan, Jody Condit. . . ABC-CLIO. 2011: 3. ISBN 978-1-59884-511-2.
- Fathers, Michael. . Witek, Joseph  (编). . University Press of Mississippi. 2007: 122–125. ISBN 978-1-934110-12-6.原载1992年3月22日《獨立報》
- Fischer, Heinz Dietrich; Fischer, Erika J. . . Walter de Gruyter. 2002: 230  [2020-07-08]. ISBN 978-3-598-30186-5. （原始内容存档于2020-11-16）.
- Harvey, R. C. . University Press of Mississippi. 1996  [2020-07-08]. ISBN 978-0-87805-758-0.
- Hatfield, Charles. . University Press of Mississippi. 2005. ISBN 978-1-57806-719-0.
- Hignite, Todd. . . Yale University Press. 2007: 40–61  [2020-07-08]. ISBN 978-0-300-13387-5.
- Hirsch, Marianne. . Harvard University Press. 1997. ISBN 978-0-674-29265-9.
- Horowitz, Sara R. . Shatzky, Joel; Taub, Michael  (编). . Greenwood Publishing Group. 1997: 400–408. ISBN 978-0-313-29462-4.
- Hungerford, Amy. . . University of Chicago Press. 2003: 73–96. ISBN 978-0-226-36076-8.
- Kannenberg, Gene, Jr. . Baetens, Jan  (编). . Leuven University Press. 2001: 79–89. ISBN 978-90-5867-109-7.
- Kaplan, Arie. . Chicago Review Press. 2006. ISBN 978-1-55652-633-6.
- Kaplan, Arie. . Jewish Publication Society. 2008. ISBN 978-0-8276-0843-6.
- Baym, Nina; Klinkowitz, Jerome; Krupat, Arnold; Wallace, Patricia B. (编).  E. W. W. Norton. 2007. ISBN 978-0393927436.
- LaCapra, Dominick. . . Cornell University Press. 1998: 139–179. ISBN 978-0-8014-8496-4.
- Levine, Michael G. . Stanford University Press. 2006. ISBN 978-0-8047-5555-9.
- Liss, Andrea. . University of Minnesota Press. 1998. ISBN 978-0-8166-3060-8.
- Loman, Andrew. . Williams, Paul; Lyons, James  (编). . University Press of Mississippi. 2010. ISBN 978-1-60473-792-9.
- Mandel, Naomi. . . University of Virginia Press. 2006: 99–130. ISBN 978-0-8139-2581-3.
- McGlothlin, Erin Heather. . . Camden House Publishing. 2006: 66–90  [2020-07-08]. ISBN 978-1-57113-352-6. （原始内容存档于2020-11-16）.
- Meskin, Aaron; Cook, Roy T. (编). . John Wiley & Sons. 2012. ISBN 978-1-4443-3464-7.
- Monnin, Katie. . Maupin House Publishing, Inc. 2010. ISBN 978-1-934338-40-7.

Moss, Joshua Louis. . University of Texas Press. 2017  [2020-07-11]. ISBN 978-1-4773-1283-4. （原始内容存档于2020-11-16）.
- Orbán, Katalin. . . Routledge. 2005: 35–74. ISBN 978-0-415-97167-6.
- Petersen, Robert. . ABC-CLIO. 2010. ISBN 978-0-313-36330-6.
- Pustz, Matthew J. . Klaehn, Jeffery  (编). . Black Rose Books. 2007: 61–81. ISBN 978-1-55164-296-3.
- Reibmann, James E. . Baetens, Jan  (编). . Leuven University Press. 2001: 23–30. ISBN 978-90-5867-109-7.
- Reizbaum, Marilyn. Silberstein, Laurence Jay , 编. . New York University Press. 2000  [2020-07-11]. ISBN 978-0-8147-9769-3. （原始内容存档于2021-01-04）.
- Rhoades, Shirrel. . Peter Lang. 2008. ISBN 978-0-8204-8892-9.
- Rice, Maria J. . 2007. ISBN 978-0-549-69539-4.
- Rosen, Alan Charles. . University of Nebraska Press. 2005. ISBN 978-0-8032-3962-3.
- Rothberg, Michael. . University of Minnesota Press. 2000. ISBN 978-0-8166-3459-0.
- Russell, Vanessa. . Ndalianis, Angela  (编). . Taylor & Francis. 2008: 216–232. ISBN 978-0-415-99176-6.
- Sabin, Roger. . Taylor & Francis. 1993. ISBN 978-0-415-04419-6.
- Schuldiner, Michael. . Royal, Derek Parker  (编). . Purdue University Press. 2011: 69–80. ISBN 978-1-55753-584-9.
- Schwab, Gabriele. . Columbia University Press. 2010  [2020-07-08]. ISBN 978-0-231-52635-7. （原始内容存档于2020-11-16）.
- Smith, Graham. . Witek, Joseph  (编). . University Press of Mississippi. 2007: 84–94. ISBN 978-1-934110-12-6. (Originally in Oral History Journal Vol. 15, Spring 1987)
- Spiegelman, Art. Chute, Hillary , 编. . Viking Press. 2011. ISBN 978-0-670-91683-2.
- Stringer, Jenny (编). . . Oxford University Press. 1996: 262  [2020-07-08]. ISBN 978-0-19-212271-1.
- Tan, Ed. . Baetens, Jan  (编). . Leuven University Press. 2001: 31–46. ISBN 978-90-5867-109-7.
- Weine, Stevan J. . Northwestern University Press. 2006. ISBN 978-0-8101-2300-7.
- Weiner, Stephen. . NBM Publishing. 2003  [2020-07-08]. ISBN 978-1-56163-368-5.
- Williams, Paul; Lyons, James. . University Press of Mississippi. 2010. ISBN 978-1-60473-792-9.
- Wirth-Nesher, Hana. . Princeton University Press. 2006  [2020-07-08]. ISBN 978-0-691-13844-2.
- Witek, Joseph. . University Press of Mississippi. 1989. ISBN 978-0-87805-406-0.
- Wolk, Douglas. . Da Capo Press. 2008  [2020-07-11]. ISBN 978-0-7867-2157-3. （原始内容存档于2020-11-16）.
- Wood, Monica. . . Walch Publishing. 1997: 81–94. ISBN 978-0-8251-2901-8.
- Young, James E. . Rüsen, Jörn  (编). . Berghahn Books. 2006: 239–254. ISBN 978-1-57181-776-1.

### 期刊杂志
- Arnold, Andrew D. . Time. 2001-09-07  [2016-11-18]. （原始内容存档于2016-11-18）.
- Bolhafner, J. Stephen. . The Comics Journal (Fantagraphics Books). 1991-10, 348 (145): 96–99. Bibcode:1990Natur.348..280C. ISSN 0194-7869. doi:10.1038/348280d0.
- Brown, Joshua. . Oral History Review (Oral History Association). 1988, (Spring): 91–109  [2020-07-11]. ISSN 0094-0798. doi:10.1093/ohr/16.1.91. （原始内容存档于2019-09-08）.
- Chute, Hillary. . Twentieth Century Literature. Summer 2006, 52 (2): 199–230. JSTOR 20479765. doi:10.1215/0041462X-2006-3001.
- Frahm, Ole. . Image & Narrative. 2004-05, (8)  [2020-07-08]. ISSN 1780-678X. （原始内容存档于2019-01-04）.
- Gordon, Andrew. . ImageText. Spring 2004, 1 (1)  [2020-07-08]. ISSN 1549-6732. （原始内容存档于2019-08-05）.
- Jannequin, Jean-Paul. . The Comics Journal (Fantagraphics Books). 1990-04, (121): 19. ISSN 0194-7869.
- Kannenberg, Gene, Jr. Groth, Gary , 编. . The Comics Journal (Fantagraphics Books). 1999-02, (210). ISSN 0194-7869.
- McGlothlin, Erin Heather. . Narrative. 2003-05, 11 (2): 177–198. doi:10.1353/nar.2003.0007.
- Merino, Ana. . TransAtlantica. 2010, 2010 (1)  [2020-07-08]. ISSN 1765-2766. （原始内容存档于2019-01-04）.
- Park, Hye Su. . Shofar. 2011-01-01, 29 (2): 146–164  [2012-03-01]. doi:10.1353/sho.2011.0038. （原始内容存档于2012-11-02）.
- Pekar, Harvey. . The Comics Journal (Fantagraphics Books). 1986-12, (113): 54–57. ISSN 0194-7869.
- Pekar, Harvey. . The Comics Journal (Fantagraphics Books). 1990-04, 302 (135): 27–34. Bibcode:1983Natur.302..784D. ISSN 0194-7869. doi:10.1038/302784a0.
- Surridge, Matthew. . The Comics Journal (Fantagraphics Books). 2001-07, (235): 36–37. ISSN 0194-7869.
- Weschler, Lawrence. . Lingua Franca. 2001, 11 (5)  [2012-05-15]. （原始内容存档于2013-05-13）.
- Witek, Joseph. . ImageTexT: Interdisciplinary Comics Studies (University of Florida). 2004, 1 (1)  [2020-07-08]. ISSN 1549-6732. （原始内容存档于2020-06-09）.
- Wizard staff. . Wizard (Wizard Entertainment). 2009-06, (212).

### 报纸
- Couvreur, Daniel. . Le Soir. 2012-03-05  [2012-06-15]. （原始内容存档于2014-11-29）.
- Garner, Dwight. . The New York Times. 2011-10-12  [2020-07-08]. （原始内容存档于2020-06-06）.
- Franklin, Ruth. . The New Republic. 2011-10-05  [2012-01-30]. （原始内容存档于2019-05-11）.
- Hays, Matthew. . The Globe and Mail. 2011-10-08.
- Kois, Dan. . The New York Times. 2011-12-02  [2012-01-27]. （原始内容存档于2020-04-11）.
- Langer, Lawrence L. . The New York Times. 1998-12-06  [2012-08-28]. （原始内容存档于2019-04-12）.
- McGrath, Charles. . The New York Times. 2004-07-11  [2012-06-07]. （原始内容存档于2020-03-04）.
- New York Times staff. . The New York Times. 1987-03-11  [2012-01-30]. （原始内容存档于2020-11-16）.
- Blau, Rosie. . Financial Times. 2008-11-29  [2020-07-08]. （原始内容存档于2021-01-04）.
- Colbert, James. . Los Angeles Times. 1992-11-08  [2020-07-08]. （原始内容存档于2017-08-16）.

### 网页
- Beaty, Bart. . Tom Spurgeon. 2012-03-07  [2012-04-17]. （原始内容存档于2019-01-04）.
- Comic Salon staff. . Comic Salon. 2012  [2020-07-08]. （原始内容存档于2019-08-11）.
- Conan, Neal. . NPR. 2011-10-05  [2020-07-08]. （原始内容存档于2020-02-05）.
- The Daily Free Press staff. . The Daily Free Press. 2000-09-28  [2014-02-19]. （原始内容存档于2014-02-26）.
- Eisner Awards staff. . San Diego Comic-Con International. 2012  [2012-10-16]. （原始内容存档于2012-10-16）.
- Entertainment Weekly staff. . Entertainment Weekly. 2008-06-27  [2012-01-27]. （原始内容存档于2012-01-27）.
- Gambino, Lauren. . The Guardian. 2015-04-28  [2020-07-08]. （原始内容存档于2015-06-02）.
- Grossman, Lev. . Time. 2009-03-06  [2016-04-12]. （原始内容存档于2016-04-12）.
- Hammarlund, Ola. . Urhunden. 2007-08-08  [2020-07-08]. （原始内容存档于2019-04-13）.
- Harvey Awards staff. . Harvey Awards. 1992  [2016-09-02]. （原始内容存档于2016-09-02）.
- Johnston, Ian. . Vancouver Island University. 2001-12-28  [2020-07-08]. （原始内容存档于2019-12-12）.
- Morman, Todd. . IndyWeek.com. 2003-01-29  [2020-07-08]. （原始内容存档于2019-04-13）.
- Mozzocco, J. Caleb. . Comic Book Resources. 2011-12-01  [2020-07-08]. （原始内容存档于2019-04-13）.
- National Book Critics Circle staff. . National Book Critics Circle. 2012  [2019-10-06]. （原始内容存档于2019-10-06）.
- Obst, Peter. . American Council for Polish Culture.   [2020-07-08]. （原始内容存档于2016-03-04）.
- Pulitzer Prize staff. . Pulitzer Prizes. 2012  [2020-07-08]. （原始内容存档于2021-01-04）.
- Silver, Alexandra. . Time. 2011-08-30  [2020-07-08]. （原始内容存档于2012-04-08）.
- Smith, Russ. . Jewish World Review. 1999-07-30  [2014-02-19]. （原始内容存档于2014-02-24）.
- Tout en BD staff. . Tout en BD. 1993  [2014-03-18]. （原始内容存档于2014-03-18）.
- Tout en BD staff. . Tout en BD. 1998  [2015-03-22]. （原始内容存档于2015-03-22）.
- Tzadka, Saul. . Alondon. 2012-02-02  [2020-07-08]. （原始内容存档于2019-03-07）.

## 扩展阅读
- Ewert, Jeanne. . Ryan, Marie-Laure  (编). . University of Nebraska Press. 2004: 180–193. ISBN 978-0-8032-8993-2.
- Geis, Deborah R. (编). . University of Alabama Press. 2007. ISBN 978-0-8173-5435-0.
- Kannenberg, Eugene P. . University of Connecticut. 2002. ISBN 978-0-493-69522-8. ProQuest 304791620.
- Miller, Frieda.  (PDF). Vancouver Holocaust Education Centre. 1998  [2020-07-08]. ISBN 978-1-895754-29-2. （原始内容存档 (PDF)于2017-06-28）.
- Abraham Riesman; Heidi MacDonald; Sarah Boxer. . Vulture (VOX Media). 2018-04-16  [2020-07-18]. （原始内容存档于2020-06-24）.